# Jungermanniaceae
Famille
Les Jungermanniaceae sont une famille d'hépatiques de la classe des Jungermanniopsida (hépatiques à lobes), de l'ordre des Jungermanniales ou des Porellales selon les classifications.

## Liste des sous-familles et genres
Selon BioLib (6 mars 2020) :
- genre Anomomarsupella R.M. Schust.
- genre Eremonotus Lindb. & Kaal. ex Pearson
- genre Hattoriella (Inoue) Inoue
- genre Heterogemma (Jørg.) Konstant. & Vilnet
- genre Jungermannia L. emend. Dumort.
- genre Leiocolea (Müll. Frib.) H. Buch
- genre Lophoziopsis Konstant. & Vilnet
- genre Schistochilopsis (N. Kitag.) Konst.

Selon Catalogue of Life (6 mars 2020) :
- genre Delavayella
- genre Eremonotus
- genre Jungermannia
- genre Liochlaena
- genre Mesoptychia
- genre Xenochila

Selon ITIS (6 mars 2020) :
- genre Xenochila R.M. Schust.
- sous-famille des Delavayelloideae Grolle
- sous-famille des Jungermannioideae Dumort.
- sous-famille des Mesoptychioideae R.M. Schust.

Selon Tropicos (6 mars 2020) (Attention liste brute contenant possiblement des synonymes) :
- genre Alicularia Corda
- genre Anomacaulis (R.M. Schust.) R.M. Schust. ex Grolle
- genre Aplozia (Dumort.) Dumort.
- genre Aporothallus Krassilov
- genre Apotomanthus (Spruce) Schiffn.
- genre Blepharostomum Gola
- genre Cephalolobus R.M. Schust.
- genre Coleochila Dumort.
- genre Conianthos P. Beauv.
- genre Crossogyna (R.M. Schust.) Schljakov
- genre Cryptostipula R.M. Schust.
- genre Delavayella Steph.
- genre Eremonotus Lindb. & Kaal. ex Pearson
- genre Eucalyx (Lindb.) Breidl.
- genre Gymnoscyphus Corda
- genre Hattoriella (Inoue) Inoue
- genre Horikawaella S. Hatt. & Amakawa
- genre Jungermannia L.
- genre Leiocolea (Müll. Frib.) H. Buch
- genre Lichenastrum Dill.
- genre Liochlaena Nees
- genre Mesophylla Dumort.
- genre Mesoptychia (Lindb.) A. Evans
- genre Phragmatocolea Grolle
- genre Plectocolea (Mitt.) Mitt.
- genre Rhodoplagiochila R.M. Schust.
- genre Roivainenia Perss.
- genre Scaphophyllum Inoue